# چشم‌های زرد تمساح‌ها
چشم‌های زرد تمساح‌ها (به فرانسوی: Les Yeux jaunes des crocodiles) فیلمی محصول سال ۲۰۱۴ و به کارگردانی سیسیل تلرمن است. در این فیلم بازیگرانی همچون ژولی دپاردیو، امانوئل بئار، آلیس ایساز، ژاک وبر، پاتریک بروئل، کارول روچر، ادیت اسکوب، ساموئل لو بیان، کیم گوتیه‌رس و آلیسون پارادی ایفای نقش کرده‌اند.